# Andrewsianthus cavifolius
Andrewsianthus cavifolius är en bladmossart som beskrevs av Grolle et Vána. Andrewsianthus cavifolius ingår i släktet Andrewsianthus och familjen Scapaniaceae. Inga underarter finns listade i Catalogue of Life.